# Chaîne Pensacola
La chaîne Pensacola est un des principaux groupes de montagnes de la chaîne Transantarctique. Elle culmine au pic England, à 2 150 m d'altitude.

## Géographie

### Topographie
La chaîne Pensacola, en Antarctique, est un vaste groupe de montagnes s'étendant sur 450 kilomètres de long sur un axe nord-est / sud-ouest, entre le courant glaciaire Foundation et le glacier Support Force qui s'épanche en direction du nord vers la plateforme de glace de Filchner-Ronne.

### Subdivisions
La chaîne Pensacola est divisée en plusieurs massifs :
- chaînon Patuxent[1],[2]
- chaînon Neptune[1],[2]
- massif Dufek[1],[2]
- chaînon Forrestal[1],[2]
- chaînon Argentina[1]
- pics Cordiner[1]
- nunataks Rambo[1]
- escarpement Pecora (en)[1]

### Principaux sommets
Les principaux sommets de la chaîne sont les suivants :
| Sommet           | Altitude (en mètres) | Massif            |
| ---------------- | -------------------- | ----------------- |
| Pic England      | 2 150                | Massif Dufek      |
| Dôme Burmester   | 2 095                | Chaînon Forrestal |
| Mont Stephens    | 2 065                | Chaînon Forrestal |
| Worcester Summit | 2 030                | Massif Dufek      |
| Mont Hawkes      | 1 975                | Chaînon Neptune   |
| Mont Weininger   | 1 970                | Chaînon Patuxent  |
| Mont Campleman   | 1 970                | Chaînon Patuxent  |
| Pic Gambacorta   | 1 840                | Chaînon Neptune   |
| Pic Neuburg      | 1 840                | Massif Dufek      |
| Mont Dumais      | 1 830                | Chaînon Patuxent  |
| Pic Pierce       | 1 790                | Chaînon Patuxent  |

## Histoire
La chaîne a été découverte et photographiée le 13 janvier 1956 sur la trajectoire du vol transcontinental sans escale du personnel de l'opération de l'U.S. Navy Deep Freeze I entre le détroit de McMurdo et la mer de Weddell. Elle a été nommée par l'Advisory Committee on Antarctic Names en l'honneur de la base militaire de Pensacola, pour commémorer le rôle historique de l'établissement dans l'entraînement des pilotes d'avions de l'U.S. Navy. La chaîne a été cartographiée en détail par l'United States Geological Survey à partir de photographies aériennes de l'U.S. Navy, en 1956-1957, et d'études.